# Driesche
Driesche oder auch Driesch, Triesch, Trischer und Drieschland, im Norden auch Dreisch oder Dreesch, sind alte Bezeichnungen für eine grasbewachsene, vorübergehend ackerbaulich ungenutzte Fläche, bzw. Brache, im Rahmen der Feldgraswirtschaft.  Teilweise wurde der Begriff, davon abgeleitet, auch für grasbestandene, beweidete Flächen im Allgemeinen verwendet. Die sogenannte Drieschwirtschaft war eine urtümliche, extensive Form der landwirtschaftlichen Bodennutzung, die später oft von der ertragreicheren Dreifelderwirtschaft abgelöst wurde. Die Bezeichnungen fanden oft Eingang in Flurnamen. Der Ausdruck taucht (als thriusca) zum ersten Mal in einer Genter Urkunde aus der ersten Hälfte des 9. Jahrhunderts auf.
Bei der Drieschwirtschaft wurde das Land ein Jahr oder einige Jahre in Folge umgebrochen und ackerbaulich, mit Roggen, Hafer oder Buchweizen, genutzt, blieb danach aber mehrere Jahre in Folge brach liegen und wurde in dieser Zeit vom Vieh beweidet. In dieser Zeit entwickelte sich, über Selbstberasung (also spontanes und ungeplantes Einwandern) ein grasreicher, weideartiger Bestand, oft als Trift bezeichnet. In der Ruhezeit sollte sich das Land erholen und erneut Nährstoff- und Humusvorräte aufbauen, die anschließend als Düngung für den neuen Acker dienen konnten. Zum Ende der Brache wurde das Land bis zum Johannistag beweidet und anschließend dreimal gepflügt: im Frühsommer, Spätsommer und Herbst, und anschließend Wintergetreide eingesät. Diese Form der Bewirtschaftung blieb in Westfalen bis ins 18., teilweise sogar bis ins 19. Jahrhundert verbreitet. Eine Variante der Wirtschaftsform, die Koppelwirtschaft, war vor allem in Nord- und Nordwesteuropa, in Deutschland mit Schwerpunkt in Schleswig-Holstein, über Jahrhunderte üblich. Auch hier wurde die Brache als Driesch (Dreesch) bezeichnet. In der als Egart bezeichneten Feldgraswirtschaft der Alpenländer, bei denen das Gras nicht beweidet, sondern als Wiese genutzt wurde, ist der Ausdruck hingegen nicht üblich gewesen.
Der Ausdruck konnte auch als Adjektiv eingesetzt werden. Der einst bevölkerungsreichste Stadtteil der mecklenburg-vorpommerschen Landeshauptstadt Schwerin, der Große Dreesch, bekam seinen Namen von so einem alten Flurnamen. Im Amt Gramzow im Land Brandenburg trägt das Dorf Dreesch, ein Ortsteil von Grünow, auch diesen Namen.